# Берквілл
Берквілл (англ. Burkville) — невключена територія в окрузі Лаундс штату Алабама (США).

## Географія
Берквілл знаходиться на 32°19′41″ пн. ш. 86°32′13″ зх. д. / 32.32819° пн. ш. 86.53691° зх. д. висоті 46 м над рівнем моря.